# En compañía de hombres
En compañía de hombres es una película de 1997 dirigida y escrita por Neil LaBute y protagonizada por Aaron Eckhart, Matt Malloy y Stacy Edwards. El filme, el cual fue adaptado de una obra teatral escrita por LaBute, fue su debut como director. LaBute ganó el Independent Spirit Award al mejor guion de ópera prima por la película.

## Argumento
Chad (Aaron Eckhart) y Howard (Matt Malloy) son dos gerentes en una corporación y están asignados a un proyecto en una oficina regional durante varias semanas. Howard es nombrado como el encargado del proyecto. Resentidos con las mujeres, ambos idean un plan para vengarse: buscar una mujer insegura, enamorarla simultáneamente y posteriormente abandonarla al mismo tiempo. Chad, quien es cruel, manipulador y abusivo con sus subordinados, es quien concibe el plan, mientras que Howard, quien es más pasivo, acepta.
Chad elige como víctima a Christine (Stacy Edwards), una colega sorda, quien incluso usa audífonos para que la gente, creyendo que está escuchando música, tenga que hacer contacto visual y así poder leerles sus labios. Chad y Howard deciden invitarla a salir y durante varias semanas, cada uno pasa tiempo con ella por separado.
Mientras tanto, el proyecto de la compañía empieza a tener problemas. Un fax que Chad tenía que enviar a la oficina central se perdió y Chad no pudo realizar una presentación a sus jefes, ya que algunos documentos no habían sido impresos correctamente. Estos errores hacen que Chad sea nombrado jefe del proyecto en lugar de Howard. 
Mientras tanto, Chad logra tener relaciones sexuales con Christine, quien se ha enamorado de él. Cuando ella le revela esto a Howard, él le cuenta la verdad sobre su plan y le dice que la ama. Christine se muestra sorprendida por la revelación, pero rehúsa creerle. Cuando lo confronta cara a cara, Chad revela la verdad y ella lo abofetea fuertemente. Sin embargo, Chad no muestra remordimiento alguno y continúa mofándose de ella, quien empieza a llorar desesperadamente cuando queda sola.
Semanas después, Howard visita el apartamento de Chad. Al parecer, Howard está teniendo problemas en la compañía, mientras Chad sigue siendo exitoso, por lo que promete hablar bien de él. Sin embargo, a Howard no le preocupa el trabajo y le confiesa a Chad que él realmente amaba a Christine. Chad, quien le había dicho anteriormente que su novia, Suzanne, lo había abandonado, le muestra a Howard que ella todavía sigue con él y está durmiendo en su cama. Chad le dice que planeó lo de Christine «porque podía» y le pregunta a Howard qué se siente haber lastimado a alguien.
Howard, quien nunca había hecho nada como eso antes, abandona el apartamento horrorizado. Posteriormente, viaja a la ciudad y va a un banco en donde ve a Christine. Él trata de hablar con ella pero es ignorado. La película termina con Howard pidiéndole a gritos que lo «escuche».

## Recepción
El filme fue exhibido en la sección Un Certain Regard en el Festival de Cannes de 1997.
La película recibió críticas mayormente positivas. Rotten Tomatoes reportó que 88% de los críticos le dieron reseñas positivas al filme, basado en 52 críticas con un puntaje promedio de 7,8/10. Metacritic reportó un puntaje de 81 de 100 basado en 25 críticas.